# Tatsuo Umemiya
Tatsuo Umemiya (梅宮 辰夫, Umemiya Tatsuo), né le 11 mars 1938 à Harbin (Mandchoukouo, empire du Japon) et mort le 12 décembre 2019, est un acteur, tarento et un homme d'affaires japonais.

## Biographie
Fils d'un médecin, Tatsuo Umemiya a abandonné une carrière médicale pour faire ses débuts en tant que Toei New Face[Quoi ?] au Toei Studios. En tant qu'acteur, il est apparu dans des films et des séries télévisées ainsi que dans des émissions de variétés de restaurants[Quoi ?].
Tatsuo Umemiya était représenté par l'agence Pickles.
Il est mort d'une insuffisance rénale le 12 décembre 2019 à l'âge de 81 ans,.

### Vie privée
Sa fille Anna Umemiya est mannequin et tarento.

## Filmographie

### Cinéma
- 1959 : Shōnen Tantei-dan: Teki wa Genshi Senkō-tei
- 1959 : Le Prince de l'espace
- 1962 : Ankoku-gai Saigo no Hi
- 1962 : Gang contre G-Men (ギャング対Ｇメン, Gyangu tai G-men?) de Kinji Fukasaku : Kuroki
- 1963 : Jinsei Gekijō: Hisha-kaku
- 1963 : Dai Hachiku ute Itai: Sō Retsu o ni Tai Chō
- 1963 : Shōwa Kyōkaku den
- 1965 : Himo
- 1965 : Shōwa Zankyō Den
- 1967 : Abashiri Prison
- 1968 : Ningen Gyorai: Ā Kaiten Tokubetsu Kōgeki-tai : Keijishoi Yoshioka
- 1968 : Furyō Banchō[5]
- 1968 : Yoru no Kayō
- 1970 : Teiō
- 1970 : Bloodstained Clan Honor
- 1972 : Wandering Ginza Butterfly : Shinnosuke Matsudaira
- 1973 : Combat sans code d'honneur : Hiroshi Wakasugi
- 1973 : Combat sans code d'honneur 3 : Guerre par procuration : Shin'ichi Iwa
- 1974 : Combat sans code d'honneur 4 : Opération au sommet : Shin'ichi Iwai
- 1974 : Ninkyō Hanaichirin : Masashi Yashiro
- 1974 : Yamaguchi-gumi Gaiden: Kyuushuu Shinkou Sakusen : Ichiro Ishino
- 1975 : Gokudō Shachō : Sumitomo Mitsui
- 1975 : Bōryoku Kinmyaku : Kenji Okuda
- 1975 : Nihon Bōryoku Rettō: Keihanshin-goroshi no Gundan : Koji Kanemitsu
- 1975 : Cops vs. Thugs : Shoichi Kaid
- 1975 : Gambling Den Heist : Noshiro
- 1975 : Shikin-gen Gōdatsu : Fumiaki Noshiro
- 1975 : Le Cimetière de la morale : Kozaburo Imai
- 1976 : Karate Warriors
- 1976 : Terror of Yakuza : Yoshiaki Kaizu
- 1976 : Tombe de yakuza et fleur de gardénia : Goro Iwata
- 1976 : Jitsuroku Gaiden: Ōsaka Dengeki Sakusen : Heikichi Miyatake
- 1976 : Track Yarō: Bōkyō Ichibanhoshi : Dai Kumada Taro Jirozaemon
- 1977 : Yakuza Sensō: Nihon no Shuryō : Fukushima
- 1977 : La Porte de la jeunesse : L'Indépendance (青春の門・自立篇, Seishun no mon: Jiritsu hen?) de Kirio Urayama
- 1978 : Never Give Up : Akio Izaki
- 1978 : Bandits vs. Samurai Squadron : Judayu Araki
- 1979 : Sanada Yukimura no bōryaku : Sanada Nobuyuki
- 1979 : Akuma ga Kirite Fue o Fuku : Shunroku Kazama
- 1979 : Nihon no fikusā : Takayoshi Oguri
- 1980 : Furyō Shōnen : Asamoto
- 1980 : Tokugawa Ichizoku no Hōkai : Ōkubo Toshimichi
- 1982 : Dans l'ombre du loup (鬼龍院花子の生涯, Kiryūin Hanako no shōgai?) de Hideo Gosha : Masaru Yamane
- 1982 : Dai Nippon Teikoku : Heiso Hige
- 1983 : Shōsetsu Yoshida Gakkō : Ichirō Kōno
- 1986 : Keshin : Nomura
- 1988 : Be-Bop High School: Kōkō Yotarō Ondo : Directeur de l'école
- 1989 : 226 : Directeur de l'hôtel Sanno
- 2002 : Shura no Mure
- 2008 : Tokumei Kakarichō Hitoshi Tadano: Saigo no Gekijō-ban : Shigezo Kurokawa

### Séries télévisées
- 1964 : Niji no Sekkei
- 1966 : Three Outlaw Samurai
- 1968 : Nihon Kenkaku-den
- 1969 : Ā Chūshingura : Horibe Yasubei
- 1969 : Playgirl
- 1969 : FLower Action 009 no 1
- 1975 : Zatoichi Monogatari
- 1975 : Yoake no Keiji : Motomiya
- 1975 : Zenryaku Ofukuro-sama : Suji Murai
- 1977 : Shin Yoake no Keiji : Asakura
- 1977 : Ashita no Keiji : Asakura
- 1978 : Edo Professional Hissatsu Shōbainin : Shinji
- 1980 : Shin Edo no Senpū : Asakichi
- 1980 : Sayonara o Ryū-san
- 1980 : Yōki na Tōbō : Daisaku Fujimura
- 1981 : Keishichō Satsujin-ka : Hirata
- 1982 : Keiji Yoroshiku : Chef Kannami
- 1982 : Ōedo Sōsamō : Tasukunokai Mitani
- 1984 : School Wars: Hero : Daizaburo Shimoda
- 1985 : Star Tanjō : Kohei Kaga
- 1986 : Kono ko Dare no Ko : Tsuruta
- 1988 : The School Cup : Directeur de la réforme
- 1988 : Tonbo : Kenzo Takeshiri
- 1988 : Hagure Keiji Junjō-ha : Shigetada
- 1989 : Gomendo Kakemasu
- 1990 : Binta : Seijiro Hanai
- 1991 : Lullaby Keiji : Kenzo Hagiwara
- 1992 : Mei Bugyō Tōyama no Kin-san : Daishiro Hanayama
- 1993 : Ueno-eki Satsujin Jiken : Naito
- 1993 : Akai Meikyū
- 1994 : Dai Chūshingura : Tomekichi
- 1994 : Coming Home
- 1995 : Yureru Omoi
- Tokumei Kakarichō Hitoshi Tadano : Shigezo Kurokawa
- Tōbō-sha Joichiro Kijima : Yamashiro
- Haikei, Chichiue-sama
- 1999 : Double Couple Tantei
- 2000 : Obasan Kaichō Murasaki no Hanzai Seisō Nikki Gomi wa Koroshi o Shitte Iru Series : Sanzo Onogi
- 2008 : Hadaka no Taishō – Miyazaki-hen – Miyazaki no Onigawarau no de
- 2008 : Yumeko Hinata Chōtei Iin Jiken-bo : Zenzo Hinata
- 2012 : Shira Rezaru Bakumatsu no Shishi: Yamada Akiyoshi Monogatari : Itō Hirobumi
- 2013 : Nanohana Line ni Norikaete : Yoshisaburo Kamogawa

### Anime
- Agent d'enquête criminelle Jotaro Zaizen : Narration d'Aban

### Variété
- Kuishinbo! Banzai : Journaliste
- Shingo no Omachi do O-sama
- Akko no Karu ku Mite Mitai
- Iron Chef
- Sekai no Chō Gōka Chinpin Ryōri
- The Letters: Kazoku no Ai ni Arigatō
- Kazuo Tokumitsu no Kandō Saikai "Aitai"
- Geinōjin Kakuzu ke Check
- Peke×Pon

### Publicité
- Bubble Star
- Takara Hon Mirin
- Konjac to Kaisō Salad
- 2010 : CupStar
- 2014 : Magic Bullet

## Discographie

### Singles
| Année                                           | Titre                                                   | Références |
| ----------------------------------------------- | ------------------------------------------------------- | ---------- |
| 1962                                            | Haha Koi Yakuza / Ginza no Fūraibō                      |            |
| 1966                                            | Yūkyō Mitsuyo / Sakazuki-bushi                          |            |
|                                                 | Banchō Sharrock / Sakazuki yo Omaedake                  |            |
| Banchō Bruce / Ore wa Banchō                    |                                                         |            |
| Banchō Shinjuku Jingi / Yume wa Yoru Hiraku     |                                                         |            |
| Banchō Kazoe-uta / Norainu                      |                                                         |            |
| Otoko Banchō Nagareboshi / Bangaichi Bruce      |                                                         |            |
| 1970                                            |                                                         |            |
| Diamond Rock / Usshisshi-bushi                  |                                                         |            |
|                                                 | Symbol Rock / Yoru wa Ore no Mono                       | [ 6 ]      |
| Tatsuo Umemiya no Tokyo Nagare-uta / Banchō     |                                                         |            |
| 1971                                            | Gara Janakatta Koi Nanka / Otoko Nakase no Kiri ga Furu |            |
| 1971                                            | Kaikon no Uta / Sasurai no Waltz                        |            |
|                                                 | Tatsu-chan no Seishun Nikki / Tatsu Ani i no Sandogasa  |            |
| Sakariba Banchō / Jinsei gekijō                 |                                                         |            |
| Moteta Tsumori no Kazoe-uta / On'na Machi Miren |                                                         |            |
| 1982                                            | Tsuyogari / Otoko Hitori                                |            |

### Albums
| Titre                        |
| ---------------------------- |
| Yoasobi no Teiō              |
| Jinsei Gekijō / Furyō banchō |
| Otoko no Enka                |